# Agelastica bimaculata
Agelastica bimaculata es una especie de coleóptero de la familia Chrysomelidae. Fue descrita científicamente por primera vez en 1868 por Bertoloni.